# 코드이그나이터
코드이그나이터(CodeIgniter)는 PHP로 작성된 웹프레임워크다. 코드이그나이터는 일반적으로 필요한 프로그래밍 라이브러리를 제공하고 있다. 첫 공개 버전은 2006년 2월 28일에 발표되었다. 코드이그나이터4는 PHP 7.2이상에서 동작한다.

## 특징
코드이그나이터는 MVC 아키텍쳐기반 프레임워크지만 패턴을 강제하지 않는다.

## 단점
위의 특징으로 인해 사용자마다 다르게 만들게 되어 프로젝트가 정형화되지 않을 수가 있다. 또한 코드이그나이터 3 까지는 네임스페이스를 지원하지 않아서 프레임워크가 지원하는 로딩메서드에 의해 클래스를 로딩할 수 있었다. 이로 인해 객체지향을 설계하는데 제약이 따른다. 이러한 단점은 코드이그나이터 4 버전에서 네임스페이스를 지원하게 되어 해결되었다.

## 제공되는 기능
- 모델-뷰-컨트롤러 (MVC) 기반
- DB 쿼리빌더 지원
- 폼과 데이터의 검증
- 보안과 XSS 필터링
- 세션 관리
- Email 전송클래스. 첨부파일지원.HTML/Text 지원.다양한프로토콜 지원(sendmail, SMTP, and Mail) 등.
- 이미지 관리 라이브러리(자르기,크기조절,돌리기 등).GD , ImageMagick, NetPBM 지원
- 파일 업로드 클래스
- FTP 클래스
- 로컬라이즈(Localization)
- 페이지네이션
- 데이터암호화
- 벤치마크
- 전체페이지 캐싱
- 에러로깅
- 성능측정(Application Profiling)
- 스캐폴드(Scaffolding)
- 캘린더클래스
- User Agent 클래스
- Zip 압축
- 템플릿엔진
- 트랙백(Trackback)
- XML-RPC 라이브러리
- 단위 테스트
- 검색엔진에 색인되기 좋은 URLs
- 유연한 URI 라우팅
- 후킹,클래스확장,플러그인 지원
- 헬퍼 라이브러리